# 1399
1399 (MCCCXCIX) a fost un an obișnuit al calendarului iulian, care a început într-o zi de vineri.

## Evenimente
- 12 august:  Bătălia de pe râul Vorskla. Tătarii înfrâng o coaliție formată din polonezi, lituanieni, moldoveni și valahi.
- 1399 -1400: Domnia în Moldova a lui Iuga ("Ologul"). A fost frate cu Ștefan I (1394-1399) și frate vitreg cu Alexandru cel Bun (1400-1432).

## Nașteri
- iulie: Luca della Robbia artist italian (d. 1482)

## Decese
- 3 februarie: Ioan de Gaunt, Duce de Lancaster, 58 ani, fiu al regelui Eduard al III-lea al Angliei (n. 1340)